# قارچ تاقچه‌ای بزرگ
قارچ تاقچه‌ای بزرگ (نام علمی: Meripilus giganteus) نام یک گونه از راسته تاقچه‌ای‌قارچ‌سانان است.